# Шансеј
Шансеј (фр. Champcueil) је насељено место у Француској у региону Париски регион, у департману Есон.
По подацима из 2011. године у општини је живело 2804 становника, а густина насељености је износила 171,5 становника/km².

## Демографија
| 1962. | 1968. | 1975. | 1982. | 1990. | 2011. |
| ----- | ----- | ----- | ----- | ----- | ----- |
| 515   | 1.147 | 2.205 | 2.129 | 2.586 | 2.804 |